# むつ市立二枚橋小学校
むつ市立二枚橋小学校（むつしりつ にまいばししょうがっこう）は、青森県むつ市の旧下北郡大畑町域にあった公立小学校。

## 概要
- 本校は、旧大畑町北西部の二枚橋、釣屋浜、赤川地区を学区とする。
- 2021年度（閉校時点）の児童数は3名。

## 沿革
- 1917年（大正6年）
  - 4月30日 - 大畑尋常高等小学校二枚橋分教場として発足。
  - 5月7日 - 納屋を借用し、授業開始。
  - 9月1日 - 校舎新築。
- 1941年（昭和16年）4月1日 - 国民学校令により、大畑国民学校二枚橋分教場と改称。
- 1947年（昭和22年）4月1日 - 学校教育法施行。同日をもって、大畑国民学校二枚橋分教場が分離独立し、大畑町立二枚橋小学校と改称。
- 1952年（昭和27年）
  - 7月25日 - 校舎焼失。
  - 8月30日 - 民家を借用し、分散授業開始。
  - 12月26日 - 新校舎竣工移転。
- 1994年（平成6年） - 新校舎・体育館完成[1]。
- 2005年（平成17年）3月14日 - 大畑町がむつ市へ合併されたため、むつ市立二枚橋小学校と改称。
- 2021年（令和3年）9月26日 - 閉校式典挙行[2]。
- 2022年（令和4年）3月31日 - 閉校。

## 学区
二枚橋集落地区

## 周辺
- 国道279号
- 津軽海峡

## アクセス
- 下北交通
  - 「釣屋浜」バス停下車後、徒歩約500m・約8分。
  - 「二枚橋」バス停下車後、徒歩約610m・約10分。

## 参考資料
- 『青森県教育史 別巻』（青森県教育委員会・1973年12月20日発行）「学校沿革 小学校」832頁「二枚橋小学校」及び同史832頁「大畑小学校」